# Битва под Брестом (1655)
Битва под Брестом (Битва под Верховичами) — сражение Русско-польской войны 1654—1667, состоявшееся 11—17 ноября 1655 года. Литовские войска были разбиты войсками князя Семёна Урусова.

## Предыстория
Нападение Швеции на Речь Посполитую и начало польско-шведской войны сильно осложнило ситуацию в Великом княжестве Литовском. Осенью 1655 года Россия предпринимает шаги по распространению русской власти в регионе. В лагерь гетмана Януша Радзивилла был послан дворянин Василий Лихарев. Встреча русского посланца с гетманом не увенчалась успехом. Радзивилл заявил, что от имени магнатов и шляхты он обратился к шведскому королю с просьбой принять «нас в подданство» и получил положительный ответ. Однако Лихарев, находясь в гетманском лагере, успел встретиться с польным гетманом Вицентом Гонсевским, который сообщил, что он и многая шляхта не хотят служить шведскому королю. Гонсевский призывал царя Алексея Михайловича заключить мир с королём Яном Казимиром и не верить шведам, которые по его словам, «згубя короля, подлинно на государеву землю… наступят».
5 сентября 1655 года к гетману Гонсевскому было отправлено посольство Фёдора Ртищева, которое должно было начать переговоры о переходе польного гетмана на русскую сторону. 14 сентября князь Семён Урусов получил царскую грамоту, в которой говорилось, что в случае похода на запад его войска будут действовать совместно с войсками гетмана Гонсевского. 19 сентября посольство Ртищева прибыло в Каменец, где его встретили полковники Кмитич, Жеромский и Липницкий. Полковники сообщили, что вскоре после отъезда Лихарева гетман Радзивилл приказал арестовать Гонсевского, а верные польному гетману офицеры уехали из лагеря Радзивилла в Брест к витебскому воеводе Павлу Сапеге, который после измены Радзивилла был провозглашён Великим гетманом. Вместе с полковниками Ртищев отправился в Брест, где собирались бежавшие от русских и шведских войск магнаты и шляхта княжества Литовского. На состоявшихся переговорах Сапега просил от Ртищева приостановки военных действий, обещая, что с его стороны враждебных действий не будет. По завершении переговоров Сапега отправил с русским посольством своего посланника Самуила Глядовицкого.
Ещё до завершения миссии Ртищева, 14 сентября 1655 года, князь Урусов получил приказ начать поход в Литву. Ещё не зная про арест Гонсевского, князь Урусов должен был послать своих гонцов к гетману Гонсевскому и жемайтской шляхте с предложением подчиниться власти царя. Князь должен был идти «прямо за Немон под Брест и под иные городы», а при благоприятном исходе дойдя до границы Литвы, князь должен был «воевать… корунные (польские) городы и места». Русское правительство не рассчитывало на серьёзное сопротивление и в походе приняла участие только часть войск, находившихся в районе Ковна.
23 октября войска князя Урусова выступили в поход. 30 октября в районе Гродно русские войска столкнулись с полком лидского подкормия Якуба Кунцевича. В результате боя полк Кунцевича был разбит и князю достались «три знамени и с хорунжим да литавры». После боя Кунцевич встретился с русскими воеводами, дал обязательство со всем полком принести присягу русскому царю и оставил с князем новогрудского воеводича Яна Хребтовича и несколько шляхтичей.
К ноябрю 1655 года войска князя Урусова вышли в район Бреста. К этому времени в Брест прибыл посланец шведского короля Карла Густава Ян Фредерик Сапега. Посланец короля встретился с князем Урусовым и сообщил, что «Павел, де, Сапега, хочет быть под Свейскою коруною». В ответ Урусов сообщил, что Сапега перед Ртищевым уже присягнул царю, после чего шведский посланец сказал, что он не будет вмешиваться.
Уверенный, что ему не окажут сопротивления, князь Урусов выдвинулся к Бресту с частью своего отряда, оставив в тылу пехоту и артиллерию. В Брест Урусов послал одного из шляхтичей Кунцевича с требованием выделить для постоя его солдат дворы в Бресте. Своим войскам воевода объявил, что «у Брести с литовскими людми бою не будет, а он идёт надёжно в город».

## Битва
Перед самим Брестом 11 ноября Сапега во время переговоров атаковал Урусова «на бреском поле», дворянская конница не успела изготовиться к бою и была рассеяна литовской кавалерией. Войска Сапеги «государевых ратных конных людей сотни правую сторону збили, а с левую сторону сотни побежали, а… государево знамя и… пехоту покинули. А дворян и ясаулов и знамёнщиков осталось человек з дватцать, И я (Урусов)… с теми дворяны стоял у пехоты. И как литовские люди почали пехоту сечь, и меня… объезжать, и в те поры скочил ко мне встречю товарыщ мой, князь Юрья, и мы… пошли к наряду отходом. А полковник Мартын учёл стрелять ис пушек и полских людей отбил. И в те поры… дворяне немногие люди, справясь, на полских людей скочили и их, полских многих людей, побили и языков взяли пяти человек».
Князь с войсками отошли за реку, но вскоре был выбит оттуда. «полские… люди… в ночи приветчи наряд, учели… стрелять, а полковник Мартын Кормихель с началными людми учели по них стрелять. И на том… бою Мартына полковника и капитана ранили, а нас… из обозу выбили вон и стрелялись об реку с утра до вечера. А конным людем нас обойти было вскоре немочно, что мы… переправы пожгли около себя вёрст по десяти. А сами… в ночи отошли с… государевыми людми в одход, и отшед от Брести в дватцати в пяти верстах стали в деревне Верховичех».
Вслед за князем к Верховичам вышли войска Сапеги, окружили войска князя «и дороги и воду отняли», и русские войска «стояли осажены на лошедях два дни и две ночи».
Гетман предложил начать переговоры. На переговорах, где с русской стороны присутствовали Богдан Нащокин с товарищи, а от Сапеги пан Журомский, полковники Липницкий и Халецкий с товарищи, от гетмана были переданы условия капитуляции:
1. Шляхт в заклад дано и собрано, которые ныне в таборе, назад отдать;
2. Пушки арматы и всякое ружье заставить;
3. Знамёна и барабаны все отдать;
4. Тое ж дорогою назад итти, а никаких убытков не делать и запас себе за денги купить;
5. Застав своих в тех уездех, которые по высланью посланца до его царского величества собраны, над рекою Немном до самого Ковна не заставливать;
6. Убытки, починеные в воеводстве Бренском, заплатить;
7. Будкеевича с товарыщи ево, которых на дороге взяли, тотчас выпустить.
Князь Урусов отказался. 17 ноября Сапега напал на русский лагерь. Непопулярный воевода князь Урусов перед лицом капитуляции и разгрома от вдвое превосходящего противника «велел до бою твоё Государево Большое знамя вынесть и роспустить. И учали у Всесильнаго в Троицы Славимаго Бога и у Пречистей Его Богоматери Пресвятей Богородицы и у всех небесных сил помощи просить и молебствовать, и воду велели святить и твоих Государевых ратных людей кропить». Литовская армия стала приближаться к табору полка, пытаясь окружить уже два раза убегавшего от них князя. «И Павел Сапега учинил бой и велел по… Государеву знамени и по нас ис пушек стрелять, и роты их конные почали съезжатца, и пехота их на сотни наступать и учинился бой».
В это время, «растворив» свой табор в двух местах, новгородцы одним полком под командой самого Урусова атаковали гетманскую пехоту и близстоящие роты, а другим, второго воеводы князя Юрия Барятинского, — гусарскую роту гетмана. Уничтожив передовые литовские части и элитных гусар, князья обратили в бегство всё литовское войско.
Как писал Урусов царю Алексею Михайловичу: «а секли их и гоняли товарыщ мой, князь Юрья, с твоими государевыми ратными людми за шесть вёрст до Брести… А самого, государь, Сапегу с лошеди збили, и отвалялся пешь болотом стало к ночи, а брата его Яна Сапегу, подстаросту Молчевского, убили, а гусар, государь, и вингерскую пехоту и с началными людми и с пушкари всех посекли. Да взято, государь, на бою четыре пушки, что у них было, и с пушечным запасом, да дватцать восмь знамён, да тритцать шесть литавры и барабаны, да в языцех, государь, взято полковник Станислав Липницкий да думного их человека Адама Стабровского, да князь Александра Полубенского, да Ивана Салтыкова с товарыщи пятдесят человек». Про потери царского войска упоминается в "Синодике по убиенных во брани"  (вт. п. XVII в.).

## Последствия
После сражения армия Урусова выступила на север к Полоцку, а собравшиеся в Бресте шляхта и магнаты начали переговоры со шведами о протекции.
Несмотря на неудачу под Брестом, литовский поход князя Урусова закончился благоприятно для России. Ещё до боя под Брестом, согласно договорённости с Кунцевичем, в Вильну прибыли послы Лидского, Гродненского и Волковысского поветов и принесли присягу русскому царю. По дороге к Полоцку к войскам князя «на государево имя приезжали» литовские шляхтичи и приносили присягу. 26 ноября, когда отряд Урусова двигался на север, с воеводой встретился Якуб Кунцевич с ротмистрами и принёс присягу царю. За время похода присягу принесла шляхта Гродненского, Слонимского, Новогрудского, Лидского, Волковысского, Ошмянского и Трокского поветов. Всего за время похода князь Урусов привёл к присяге свыше 2000 человек. Шляхта начала съезжаться в Вильну и там приносить присягу. На русскую службу стали приходить литовские полковники вместе со своими отрядами.